# Gran Premio del Belgio 2017
Il Gran Premio del Belgio 2017 è stata la dodicesima prova del campionato mondiale di Formula 1 2017. La gara si è corsa domenica 27 agosto 2017 sul circuito di Spa-Francorchamps ed è stata vinta dal britannico Lewis Hamilton su Mercedes, al suo cinquantottesimo successo nel mondiale. Hamilton ha preceduto all'arrivo il tedesco Sebastian Vettel su Ferrari e l'australiano Daniel Ricciardo su Red Bull Racing-TAG Heuer.
In qualifica Lewis Hamilton ha ottenuto la sua sessantottesima pole position nel mondiale, eguagliando così il record appartenente a Michael Schumacher.

## Vigilia

### Sviluppi futuri
Dopo non aver formalizzato l'accordo con la Sauber, per la fornitura del motori, a partire dal 2018, la Honda non trova l'accordo con la Scuderia Toro Rosso.
La Scuderia Ferrari rinnova il contratto a Kimi Räikkönen, anche per la stagione 2018, così come la McLaren con Stoffel Vandoorne. Nel corso del weekend la scuderia italiana annuncia anche di aver prolungato il contratto con l'altro pilota, Sebastian Vettel, fino al 2020.

### Aspetti tecnici
Per questa gara la Pirelli, fornitrice unica degli pneumatici, porta mescole di tipo morbide, supermorbide e ultramorbide.
La FIA stabilisce due zone per l'utilizzo del Drag Reduction System: la prima lungo il rettilineo del Kemmel, con punto per la determinazione del distacco tra piloti posto dopo la Source. La seconda zona è stabilita sul rettilineo dei box, e detection point fissato prima della chicane del Bus Stop.
La Honda porta una serie di aggiornamenti sulla power unit in dotazione alla McLaren. Tali novità sono presenti solo sulla monoposto di Stoffel Vandoorne. La Mercedes monta, per entrambi i piloti, il quarto motore termico della stagione, che rappresenta anche un'evoluzione tecnica dello stesso. Il nuovo motore dovrebbe garantire 15 cavalli di potenza in più. Tale nuova versione è montata solo sulle vetture ufficiali, e non su quelle clienti. La FIA stabilisce che anche questa nuova versione del motore dovrà sottostare alle prescrizioni in merito al consumo d'olio, che entreranno in vigore dal Gran Premio di Monza.

### Aspetti sportivi
In questa stagione, la Pirelli diventa lo sponsor della gara. La casa italiana sostiene già il Gran Premio di Spagna e quello d'Ungheria.
La Federazione Internazionale dell'Automobile indica l'ex pilota di F1 Mika Salo come commissario aggiunto per la gara. Il finlandese ha già svolto, anche quest'anno, tale funzione, l'ultima al Gran Premio d'Austria.
Dopo aver saltato il gran premio precedente per un'indisposizione, Felipe Massa torna alla guida della Williams.
A seguito delle sostituzioni effettuate sulla sua power unit, Stoffel Vandoorne è penalizzato di 35 posizioni sulla griglia di partenza. Marcus Ericsson sostituisce il cambio della sua Sauber, venendo penalizzato di 5 posizioni sulla griglia.
Lewis Hamilton festeggia il suo duecentesimo gran premio in Formula 1.

## Prove

### Resoconto
Nella sessione del venerdì mattina il più rapido è il pilota della Scuderia Ferrari Kimi Räikkönen, che precede di 62 millesimi Lewis Hamilton, su Mercedes. Il pilota della scuderia italiana però ottenuto la prestazione montando gomme ultrasoft, a differenza del britannico, su gomme soft. Tra l'altro il finlandese ha perso parte della sessione per un problema alla sospensione. Al terzo posto si è classificato l'altro ferrarista, Sebastian Vettel, anche lui con mescola soft. Al quarto e quinto posto si sono posizionate le due Red Bull Racing.
L'altro pilota della Mercedes, Valtteri Bottas, ha colto il sesto posto, prima di uscire di pista, al fine di evitare il contatto con un'altra monoposto. La vettura è stata riparata in tempo al fine di consentire a Bottas di effettuare una simulazione di gara. Anche Felipe Massa è stata protagonista di un'uscita di pista, alla Malmedy, con danni gravi alla Williams, che ha dovuto cambiare la scocca della vettura.
Tre piloti hanno testato il dispositivo di protezione denominato Halo: Lewis Hamilton, Marcus Ericsson e Stoffel Vandoorne.
Hamilton si è rifatto nella seconda sessione, che è stata anche limitata, nella parte finale, dall'arrivo della pioggia. Il vicecampione del mondo, usando gomme ultrasoft, si è avvicinato al record della pista, pur abbassando di soli 8 decimi il tempo del mattino. Secondo è Kimi Räikkönen, staccato di meno di tre decimi, mentre terzo è Bottas. Al quarto posto di piazza Max Verstappen, mentre Vettel scala quinto. Il tedesco ha però ottenuto una prestazione interessante sulla simulazione di gara. Massa non ha preso parte alla sessione, a causa della necessità dei suo meccanici di riparare la sua monoposto.
Kimi Räikkönen ottiene il tempo migliore nella terza sessione, ottenendo anche il record della pista, con un tempo di quattro decimi inferiore al precedente limite. A due decimi si è classificato il compagno di team Sebastian Vettel, che ha staccato di un solo millesimo Hamilton. Bottas, l'altro pilota della Mercedes, è quinto, penalizzato da alcuni errori di guida. Daniil Kvjat è incorso in problemi con la power unit della sua STR, fermata lungo il rettilineo del Kemmel. A seguito della sostituzione del motore il russo è penalizzato di 20 posizioni sulla griglia di partenza.
Anche Stoffel Vandoorne ha preferito abbandonare la power unit evoluta, utilizzata nelle prime due sessioni, per ritornare alla vecchia versione. A seguito di questi cambiamenti, il pilota belga vede aumentare il numero di posti di penalizzazione in griglia a 45. Felipe Massa è penalizzato di 5 posizioni in griglia, oltre a perdere tre punti sulla Superlicenza, per aver ignorato le doppie bandiere gialle, esposte al momento dello stop di Kvjat.

### Risultati
Nella prima sessione del venerdì si è avuta questa situazione: 
| Pos | Nº | Pilota           | Costruttore | Tempo    | Gap    | Giri |
| --- | -- | ---------------- | ----------- | -------- | ------ | ---- |
| 1   | 7  | Kimi Räikkönen   | Ferrari     | 1'45"502 |        | 13   |
| 2   | 44 | Lewis Hamilton   | Mercedes    | 1'45"555 | +0"053 | 19   |
| 3   | 5  | Sebastian Vettel | Ferrari     | 1'45"647 | +0"145 | 13   |

Nella seconda sessione del venerdì si è avuta questa situazione: 
| Pos | Nº | Pilota          | Costruttore | Tempo    | Gap    | Giri |
| --- | -- | --------------- | ----------- | -------- | ------ | ---- |
| 1   | 44 | Lewis Hamilton  | Mercedes    | 1'44"753 |        | 17   |
| 2   | 7  | Kimi Räikkönen  | Ferrari     | 1'45"015 | +0"262 | 21   |
| 3   | 77 | Valtteri Bottas | Mercedes    | 1'45"180 | +0"427 | 17   |

Nella sessione del sabato mattina si è avuta questa situazione: 
| Pos | Nº | Pilota           | Costruttore | Tempo    | Gap    | Giri |
| --- | -- | ---------------- | ----------- | -------- | ------ | ---- |
| 1   | 7  | Kimi Räikkönen   | Ferrari     | 1'43"916 |        | 17   |
| 2   | 5  | Sebastian Vettel | Ferrari     | 1'44"113 | +0"197 | 15   |
| 3   | 44 | Lewis Hamilton   | Mercedes    | 1'44"114 | +0"198 | 11   |

## Qualifiche

### Resoconto
Il tempo è asciutto quando iniziano le qualifiche del gran premio. Il primo a portarsi in pista, è Lewis Hamilton; il suo tempo, in Q1, è battuto da Sebastian Vettel, anche se, poco dopo, il britannico è capace di nuovo di migliorare il limite. I piloti di Ferrari e Mercedes sono gli unici che affrontano la Q1 montando gomme supersoft, in quanto tutti gli altri optano per le coperture a mescola ultrasoft. I piloti di queste due scuderie, assieme a quelli della Red Bull Racing, sono quelli che conquistano le prime sei posizioni, anche se Kimi Räikkönen si lamenta di forti vibrazioni della sua monoposto.
La lotta per la qualificazione alla fase seguente è intensa, con Fernando Alonso approfitta anche della scia del suo compagno di team Stoffel Vandoorne, lungo il rettifilo del Kemmel, ottenendo così un tempo comodo per il passaggio alla Q2. Sono eliminate le due Sauber, le due Williams e Daniil Kvjat. Ben 17 piloti ottengono un tempo inferiore a quello fatto segnare da Nico Rosberg quale pole position nell'anno 2016.
In Q2 Hamilton ottiene subito il record del tracciato, davanti ancora a Räikkönen, mentre più dietro si piazzano Bottas e Vettel. In questa fase anche Ferrari e Mercedes optano per le ultrasoft, che diventa così la tipologia di gomme che sarà utilizzata obbligatoriamente al via. Hamilton effettua ancora un tentativo, in cui batte ancora il record del tracciato, mentre Alonso, pur se ancora favorito dalla scia del compagno di squadra, è eliminato, per 9 centesimi. Oltre allo spagnolo, e al suo compagno di scuderia belga, non passano in Q3 le due Haas e Carlos Sainz Jr.
La fase decisiva si apre con una perdita d'olio di Jolyon Palmer, che è così costretto ad abbandonare le qualifiche. Kimi Räikkönen si pone al comando, prima di essere battuto da Lewis Hamilton, che continua ad abbassare il limite della pista. Bottas è a mezzo secondo dal suo compagno di squadra, mentre Max Verstappen, quarto, sopravanza Vettel.
Nell'ultimo tentativo Kimi Räikkönen commette un errore, decide di abortire il tentativo, favorendo però con la scia Vettel, che si piazza al secondo posto, dietro a Hamilton. Il britannico conquista la pole position numero 68, eguagliando il record di Michael Schumacher. Al termine delle prove Jolyon Palmer è penalizzato di 5 posizioni sulla griglia di partenza, per aver sostituito il cambio. Stessa sorte tocca anche a Pascal Wehrlein. Per Hamilton è la sessantottesima pole position nel mondiale di F1; eguaglia il record di Michael Schumacher, ottenuto al Gran Premio di Francia 2006.

### Risultati
Nella sessione di qualifica si è avuta questa situazione:
| Pos                         | Nº | Pilota            | Costruttore               | Q1       | Q2          | Q3          | Griglia |
| --------------------------- | -- | ----------------- | ------------------------- | -------- | ----------- | ----------- | ------- |
| 1                           | 44 | Lewis Hamilton    | Mercedes                  | 1'44"184 | 1'42"927    | 1'42"553    | 1       |
| 2                           | 5  | Sebastian Vettel  | Ferrari                   | 1'44"275 | 1'43"987    | 1'42"795    | 2       |
| 3                           | 77 | Valtteri Bottas   | Mercedes                  | 1'44"773 | 1'43"249    | 1'43"094    | 3       |
| 4                           | 7  | Kimi Räikkönen    | Ferrari                   | 1'44"729 | 1'43"700    | 1'43"270    | 4       |
| 5                           | 33 | Max Verstappen    | Red Bull Racing-TAG Heuer | 1'44"535 | 1'43"940    | 1'43"380    | 5       |
| 6                           | 3  | Daniel Ricciardo  | Red Bull Racing-TAG Heuer | 1'45"114 | 1'44"224    | 1'43"863    | 6       |
| 7                           | 27 | Nico Hülkenberg   | Renault                   | 1'45"280 | 1'44"988    | 1'44"982    | 7       |
| 8                           | 11 | Sergio Pérez      | Force India-Mercedes      | 1'45"591 | 1'44"894    | 1'45"244    | 8       |
| 9                           | 31 | Esteban Ocon      | Force India-Mercedes      | 1'45"277 | 1'45"006    | 1'45"369    | 9       |
| 10                          | 30 | Jolyon Palmer     | Renault                   | 1'45"447 | 1'44"685    | senza tempo | 14      |
| 11                          | 14 | Fernando Alonso   | McLaren-Honda             | 1'45"668 | 1'45"090    | N.D.        | 10      |
| 12                          | 8  | Romain Grosjean   | Haas-Ferrari              | 1'45"728 | 1'45"133    | N.D.        | 11      |
| 13                          | 20 | Kevin Magnussen   | Haas-Ferrari              | 1'45"535 | 1'45"400    | N.D.        | 12      |
| 14                          | 55 | Carlos Sainz Jr.  | Toro Rosso                | 1'45"374 | 1'45"439    | N.D.        | 13      |
| 15                          | 2  | Stoffel Vandoorne | McLaren-Honda             | 1'45"441 | senza tempo | N.D.        | 20      |
| 16                          | 19 | Felipe Massa      | Williams-Mercedes         | 1'45"823 | N.D.        | N.D.        | 16      |
| 17                          | 26 | Daniil Kvjat      | Toro Rosso                | 1'46"028 | N.D.        | N.D.        | 19      |
| 18                          | 18 | Lance Stroll      | Williams-Mercedes         | 1'46"915 | N.D.        | N.D.        | 15      |
| 19                          | 9  | Marcus Ericsson   | Sauber-Ferrari            | 1'47"214 | N.D.        | N.D.        | 17      |
| 20                          | 94 | Pascal Wehrlein   | Sauber-Ferrari            | 1'47"679 | N.D.        | N.D.        | 18      |
| Tempo limite 107%: 1'51"476 |    |                   |                           |          |             |             |         |

In grassetto sono indicate le migliori prestazioni in Q1, Q2 e Q3.

## Gara

### Resoconto
In partenza Lewis Hamilton respinge il tentativo di sorpasso di Sebastian Vettel, mentre Valtteri Bottas tiene dietro Kimi Räikkönen. Seguono poi le due Red Bull Racing. Più dietro Sergio Pérez stringe verso il muretto della discesa verso l'Eau Rouge il compagno di team Esteban Ocon: i due vanno a contatto, ma entrambi riescono a proseguire senza danni alla vettura. Alla chicane del Bus Stop Nico Hülkenberg passa Fernando Alonso, per la settima posizione. Lo spagnolo, però, nel giro seguente, sul rettifilo del Kemmel ripassa il pilota della Renault; cerca di approfittarne anche Ocon, ma senza successo.
Nei giri seguenti la poca potenza della McLaren costringe Alonso a perdere diverse posizioni, fino a scendere all'undicesimo posto.
Al settimo giro termina la gara per Max Verstappen, per un problema alla power unit; la direzione di gara espone le doppie bandiere gialle, che però vengono ignorate da Räikkönen, dovendo sorpassare Verstappen fermo in pista. Nonostante tutto subisce la penalizzazione di uno stop&go di 10 secondi. Al decimo giro c'è la sosta per Ocon, Romain Grosjean e Alonso.
Tra il dodicesimo e tredicesimo giro effettuano la loro sosta per il cambio gomme sia Hamilton che Bottas. Al giro 14 tocca anche a Vettel, mentre Hamilton passa Räikkönen, e si riporta in testa, approfittando della sosta del tedesco della Ferrari. Räikkönen si ferma al giro 15. La classifica ritorna quella precedente alla girandola delle soste con Lewis Hamilton che precede Sebastian Vettel, Valtteri Bottas, Kimi Räikkönen, Daniel Ricciardo e Nico Hülkenberg. Poco dopo Räikkönen sconta la sua penalità, rientrando in pista settimo, davanti al duo della Force India.
Al venticinquesimo giro Räikkönen passa Hülkenberg, mentre i due piloti della Force India si urtano nuovamente nella discesa dell'Eau Rouge: Pérez danneggia uno pneumatico, Ocon perde una parte del musetto; la direzione di gara invia in pista la Safety Car. Utilizzano il periodo di neutralizzazione della sosta tutti i piloti: la classifica resta, di fatto, immutata. Le due Ferrari hanno montato gomme ultrasoft, mentre le Mercedes optano per un treno di gomme soft.
Alla ripartenza Vettel attacca Hamilton al Radillon, ma senza avere lo spunto necessario per passare il britannico. Dietro, invece, Valtteri Bottas è saltato da Daniel Ricciardo e Kimi Räikkönen, scivolando così al quinto posto.
Negli ultimi giri Vettel cerca di avvicinarsi a Hamilton, ma senza mai impensierirlo per il primo posto. Hamilton conquista la sua cinquantottesima vittoria nel mondiale di F1.

### Risultati
I risultati del Gran Premio sono i seguenti:
| Pos | Nº | Pilota            | Costruttore               | Giri | Tempo/Ritiro       | Griglia | Punti |
| --- | -- | ----------------- | ------------------------- | ---- | ------------------ | ------- | ----- |
| 1   | 44 | Lewis Hamilton    | Mercedes                  | 44   | 1h24'42"820        | 1       | 25    |
| 2   | 5  | Sebastian Vettel  | Ferrari                   | 44   | +2"358             | 2       | 18    |
| 3   | 3  | Daniel Ricciardo  | Red Bull Racing-TAG Heuer | 44   | +10"791            | 6       | 15    |
| 4   | 7  | Kimi Räikkönen    | Ferrari                   | 44   | +14"471            | 4       | 12    |
| 5   | 77 | Valtteri Bottas   | Mercedes                  | 44   | +16"456            | 3       | 10    |
| 6   | 27 | Nico Hülkenberg   | Renault                   | 44   | +28"087            | 7       | 8     |
| 7   | 8  | Romain Grosjean   | Haas-Ferrari              | 44   | +31"553            | 11      | 6     |
| 8   | 19 | Felipe Massa      | Williams-Mercedes         | 44   | +36"649            | 16      | 4     |
| 9   | 31 | Esteban Ocon      | Force India-Mercedes      | 44   | +38"154            | 9       | 2     |
| 10  | 55 | Carlos Sainz Jr.  | Toro Rosso                | 44   | +39"447            | 13      | 1     |
| 11  | 18 | Lance Stroll      | Williams-Mercedes         | 44   | +48"999            | 15      |       |
| 12  | 26 | Daniil Kvjat      | Toro Rosso                | 44   | +49"940            | 19      |       |
| 13  | 30 | Jolyon Palmer     | Renault                   | 44   | +53"239            | 14      |       |
| 14  | 2  | Stoffel Vandoorne | McLaren-Honda             | 44   | +57"078            | 20      |       |
| 15  | 20 | Kevin Magnussen   | Haas-Ferrari              | 44   | +1'07"262          | 12      |       |
| 16  | 9  | Marcus Ericsson   | Sauber-Ferrari            | 44   | +1'09"711          | 17      |       |
| 17  | 11 | Sergio Pérez      | Force India-Mercedes      | 42   | Danni da incidente | 8       |       |
| Rit | 14 | Fernando Alonso   | McLaren-Honda             | 25   | Motore             | 10      |       |
| Rit | 33 | Max Verstappen    | Red Bull Racing-TAG Heuer | 7    | Motore             | 5       |       |
| Rit | 94 | Pascal Wehrlein   | Sauber-Ferrari            | 2    | Sospensione        | 18      |       |

## Classifiche mondiali

### Piloti
| Pos | Pilota            | Punti |
| --- | ----------------- | ----- |
| 1   | Sebastian Vettel  | 220   |
| 2   | Lewis Hamilton    | 213   |
| 3   | Valtteri Bottas   | 179   |
| 4   | Daniel Ricciardo  | 132   |
| 5   | Kimi Räikkönen    | 128   |
| 6   | Max Verstappen    | 67    |
| 7   | Sergio Pérez      | 56    |
| 8   | Esteban Ocon      | 47    |
| 9   | Carlos Sainz Jr.  | 36    |
| 10  | Nico Hülkenberg   | 34    |
| 11  | Felipe Massa      | 27    |
| 12  | Romain Grosjean   | 24    |
| 13  | Lance Stroll      | 18    |
| 14  | Kevin Magnussen   | 11    |
| 15  | Fernando Alonso   | 10    |
| 16  | Pascal Wehrlein   | 5     |
| 17  | Daniil Kvjat      | 4     |
| 18  | Stoffel Vandoorne | 1     |

### Costruttori
| Pos | Costruttore          | Punti |
| --- | -------------------- | ----- |
| 1   | Mercedes             | 392   |
| 2   | Ferrari              | 348   |
| 3   | Red Bull-TAG Heuer   | 199   |
| 4   | Force India-Mercedes | 103   |
| 5   | Williams-Mercedes    | 45    |
| 6   | Toro Rosso           | 40    |
| 7   | Haas-Ferrari         | 35    |
| 8   | Renault              | 34    |
| 9   | McLaren-Honda        | 11    |
| 10  | Sauber-Ferrari       | 5     |

## Decisioni della FIA
Kimi Räikkönen, oltre allo stop&go di 10 secondi comminatogli in gara, subisce la decurtazione di tre punti sulla Superlicenza per aver ignorato le bandiere gialle.
Sergio Pérez, oltre alla penalità di cinque secondi comminatagli durante la gara, subisce la decurtazione di 1 punto sulla Superlicenza per aver tagliato una chicane e tratto vantaggio.